# Lorena Shelley
Lorena Shelley Tovar nació el 26 de septiembre de 1970 en Canadá. Fue integrante del grupo Timbiriche entre los años 1991 a 1994 y compartió agrupación con Diego Schoening, Sylvia Campos, Kenya Vero Hijuelos, Alexa Lozano, Tanya Velasco, Mano Gaytán y Jean Duverger.
Comenzó desde su niñez haciendo programas infantiles para una compañía independiente y posteriormente entró al Centro de Capacitación Artística (CEA) de Televisa. Fue integrante del dueto Media Luna sustituyendo a Amparín (integrante original de dicho dueto). También se dedicó a presentar programas musicales en canales como Telehit y Ritmoson. En 1991 actuó en la película para vídeo casero Tijuana Jones así como en la telenovela Madres egoístas y en 1992 participó en la telenovela El abuelo y yo. 
En 1991, entró en sustitución de Paulina Rubio a Timbiriche, grupo con el que grabó el álbum Timbiriche 11, publicado en marzo de 1992, y el álbum Timbiriche XII en 1993. De las integrantes del grupo en esa su última etapa, Lorena se distinguía del resto por su voz grave. En el álbum Timbiriche 11, en el cual el único integrante con tema en plan solista era Diego Schoening (el único miembro de la alineación original), la voz de Lorena se destacaba cantando al unísono en grupo.
Fue hasta el álbum Timbiriche XII donde tuvo la oportunidad de lucir su calidad vocal, pues en este disco les dieron un tema como solistas a los integrantes del grupo, excepto a Jean Duverger pues él era solamente bailarín. La canción que interpretó como solista dentro de la agrupación en el álbum Timbiriche XII fue Átame a tu sentimiento.
Participó en un programa de televisión de paga llamado Ombligo Club junto a Andrea Legarreta. Participó como productora en algunos programas independientes.

## Filmografía
- 1987: Mariana, Mariana … Mujer II
- 1991: Madres egoístas (telenovela)
- 1991: Tijuana Jones (película en vídeo)
- 1992: El abuelo y yo (telenovela) ... Maestra
- 1997: Los hijos de nadie (telenovela)

## Discografía con Timbiriche
- Timbiriche 11 (1992)
- Timbiriche XII (1993)